# Аристократ II
Аристократ II (дав.-гр. Αριστοκράτης Β΄) — останній цар Орхомена в Аркадії (третя чверть VII століття до н. е.)). Син Гікетаса. Під час битви біля Великого рову (на третій рік Другої Мессенської війни) він командував військом аркадців, союзників мессенців проти спартанців, і отримав дари від спартанців. Як говорить Павсаній, він був першим командувачем в історії, який був підкуплений. Заявивши аркадцям, що жертви виявилися несприятливими, і їх позиція незручна, він наказав відступати, і мессенці були повністю розбиті.
Вдруге Аристократ зрадив мессенців після взяття Гіри, коли цар Аристомен збирався вчинити несподіваний напад на Спарту, Аристократ повідомив про це спартанцям. Дізнавшись про хабар, аркадці побили його камінням, викинули труп без поховання, поставивши стелу з віршованим написом на ділянці Зевса Лікейського, після чого скасували царську владу, винищивши весь його рід. За різними даними, ця подія сталася у 668 або 657 році до н. е..
Дочка Аристократа II, Ерісфенія, була одружена з тираном Епідавра Проклом. У шлюбі народилася дочка Меліса, дружина тирана Коринфа Періандра.